# Aquí hay tomate (instal·lació artística)
Aquí hay tomate és una instal·lació artística situada al Parc del Fòrum de Barcelona. Fou realitzada per Eulàlia Valldosera el 2004, per al Fòrum Universal de les Cultures.

## Història i descripció
Aquesta instal·lació va ser encarregada per l'Ajuntament de Barcelona per a decorar l'espai del Fòrum de les Cultures, juntament amb altres tres obres, totes elles seleccionades per la crítica d'art Gloria Moure; les altres eren: Passatge courenc, de Cristina Iglesias, situada al Centre de Convencions al costat de l'Edifici Fòrum; Sisena paret, de Tony Oursler, que no va arribar a temps d'instal·lar-se durant l'esdeveniment; i altra que no va arribar a realitzar-se, dels suïssos Fischli & Weiss. L'obra va ser col·locada de manera provisional a la plaça central del recinte del Fòrum, com una més de diverses instal·lacions artístiques concebudes per a una duració efímera durant el transcurs del certamen cultural, celebrat entre el 9 de maig i el 26 de setembre de 2004. Passats els esdeveniments del Fòrum, l'obra va ser retirada i els seus elements guardats en un magatzem. Malgrat tot, passats dos anys es va considerar la seva reposició, per a ornamentar un espai que havia quedat una mica buit després de les celebracions del Fòrum, i fou inaugurada de nou el 14 de març de 2007, juntament amb altres obres concebudes per al Fòrum i que no havien arribat a temps d'instal·lar-se, com la videoinstal·lació Sisena paret, de Tony Oursler, la Xemeneia solitària d'Elías Torres i José Antonio Martínez Lapeña, i el Complement miraculós d'Antoni Tàpies.
L'obra està composta per un conjunt de set lents de llarga distància de funcionament amb monedes, de les típiques que se solen ubicar en miradors turístics, repartides de forma seqüencial al llarg del vessant septentrional de l'esplanada central del Fòrum. En relació amb el seu títol, estan pintades de color vermell. Les lents no mostren l'horitzó al qual es dirigeixen, com és habitual, sinó que reprodueixen un vídeo de mig minut de duració que mostra el paisatge enfront del qual es troben tal com era abans de la celebració del Fòrum, i que a mesura que es reprodueix es va apropant en zoom fins a mostrar una escena quotidiana, com una parella visitant un pis en venda o uns obrers fent tai-txi. Aquesta suposada invasió de la intimitat d'aquests personatges és la que motiva el títol de l'obra, Aquí hay tomate, que era el nom d'un programa de televisió dedicat a la premsa rosa. Així, algunes de les escenes tenen a veure amb el tomàquet: en una un home rega unes tomaqueres; en altra, una dona fa salsa de tomàquet amb una batidora; en altra, una senyora recull uns tomàquets que li han caigut a terra. El sentit general de tots els vídeos és al temps irònic i humorístic, de vegades crític i de vegades mordaç.

## Galeria

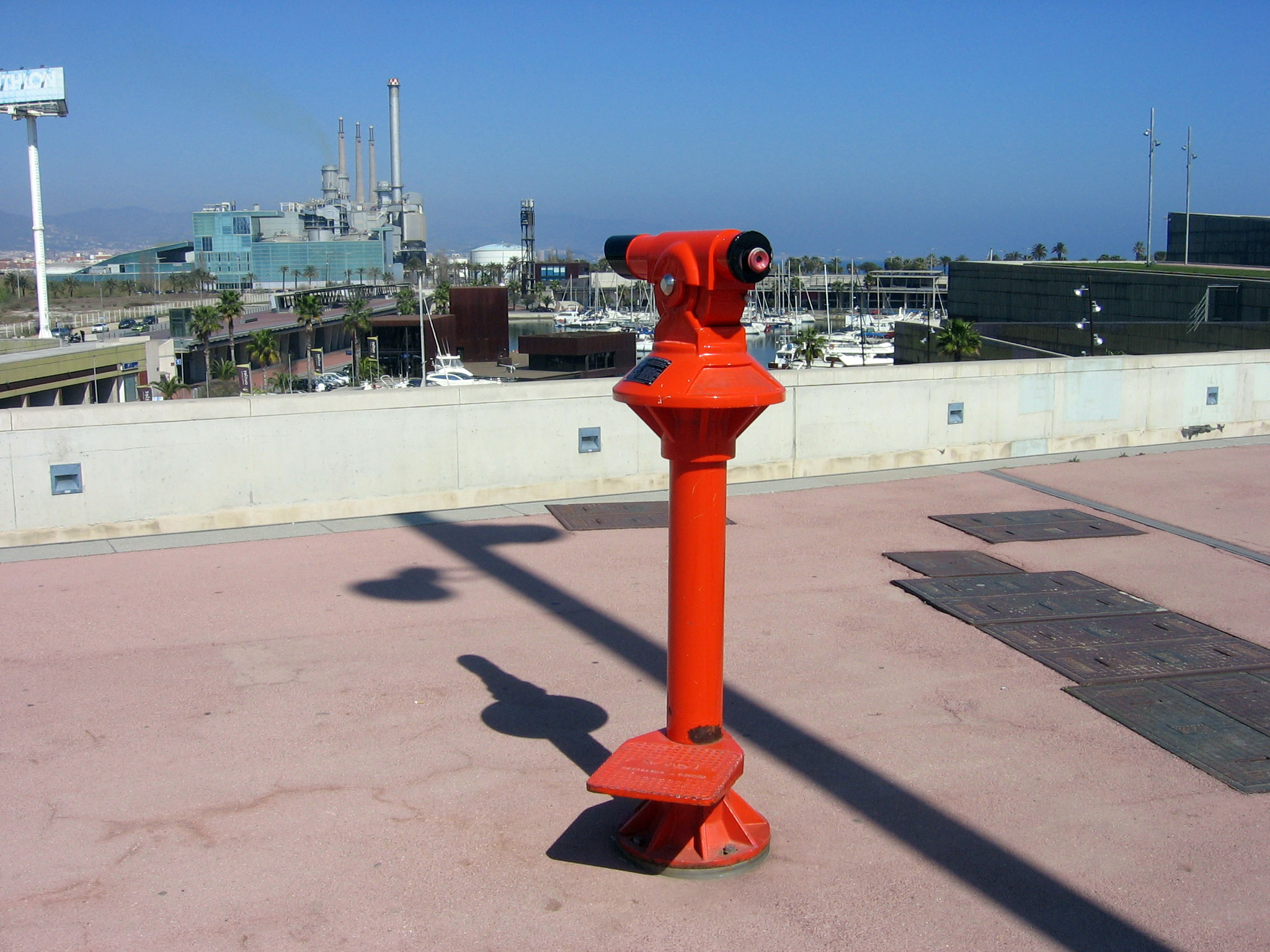
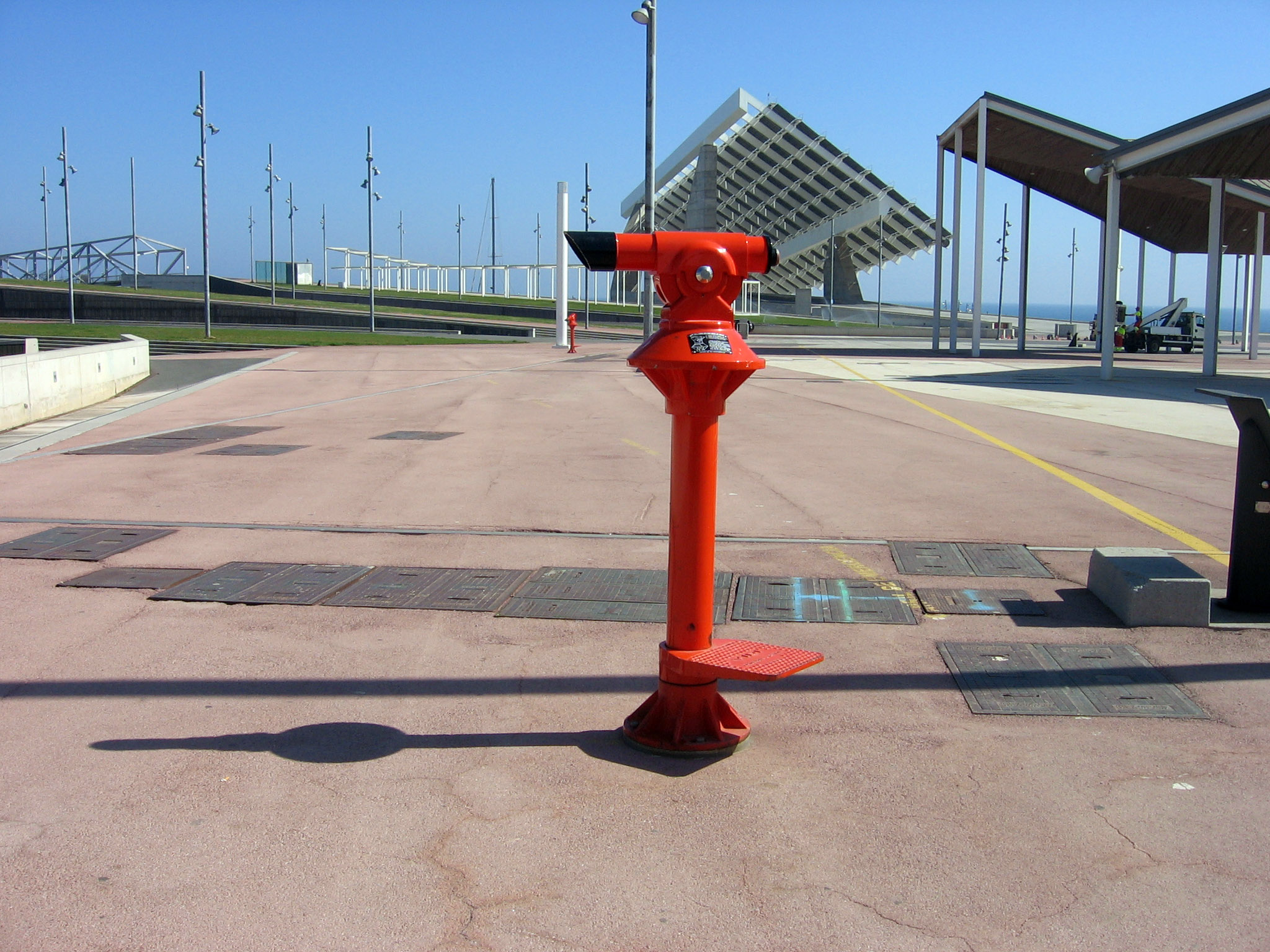
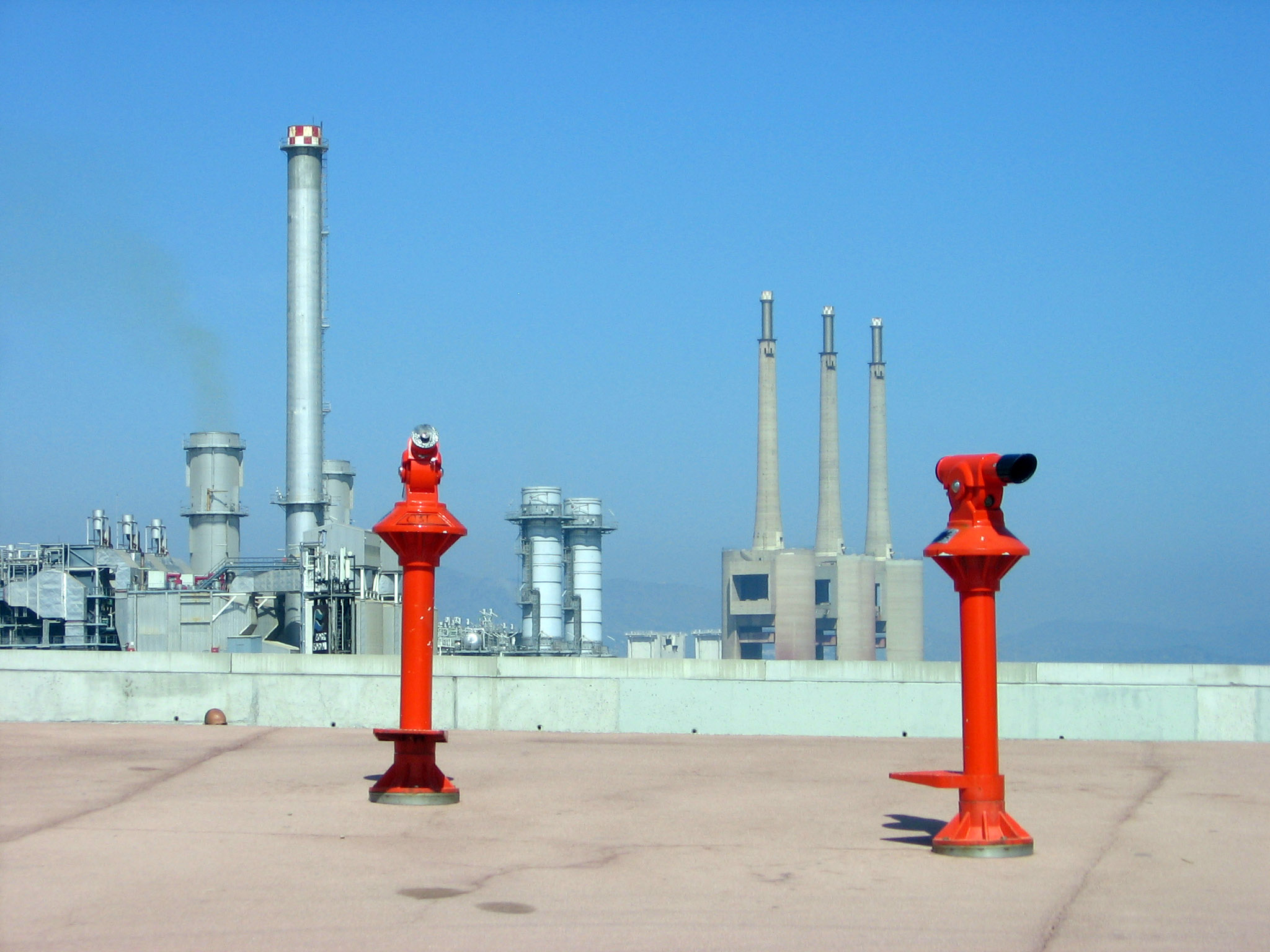
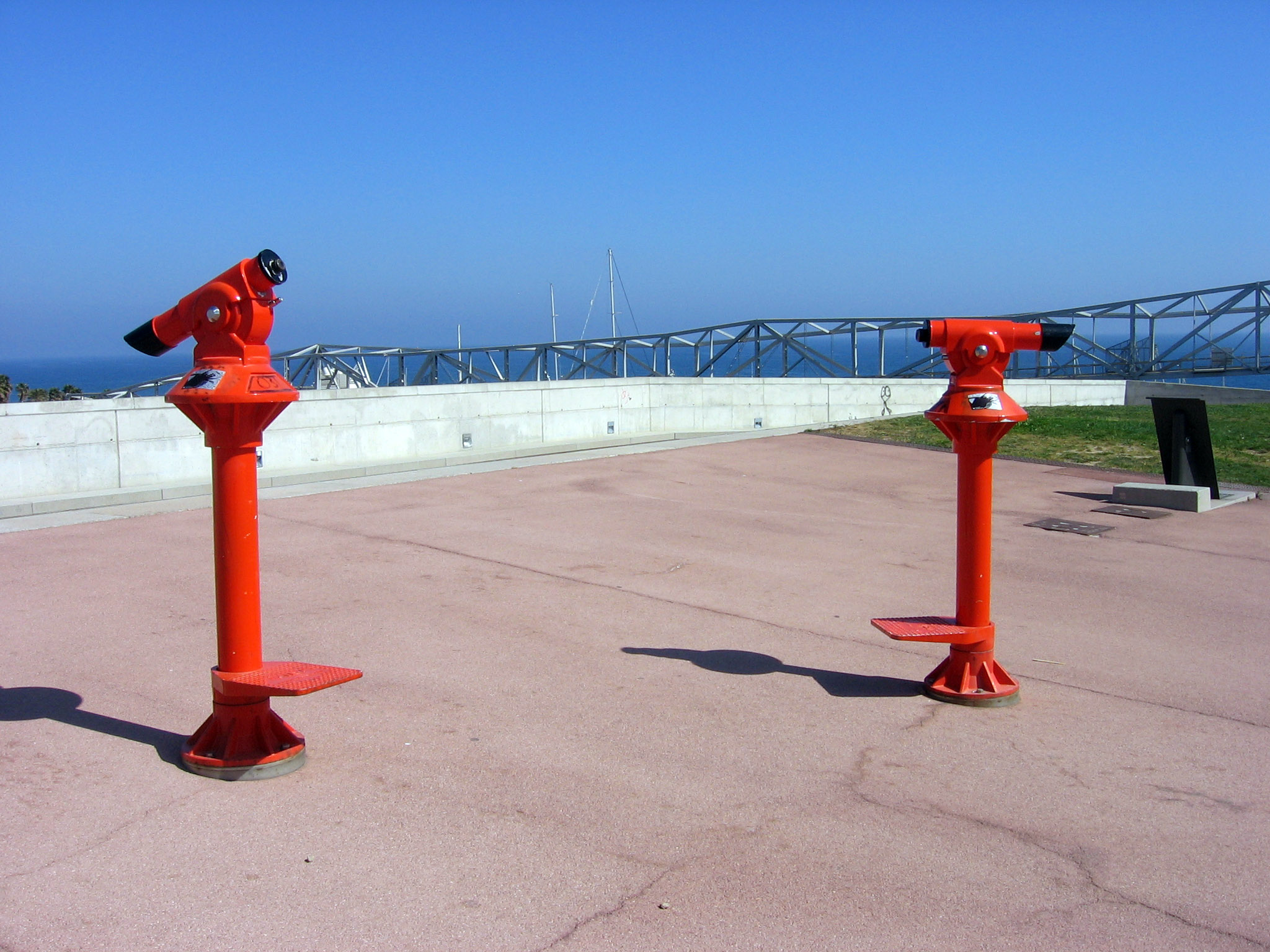
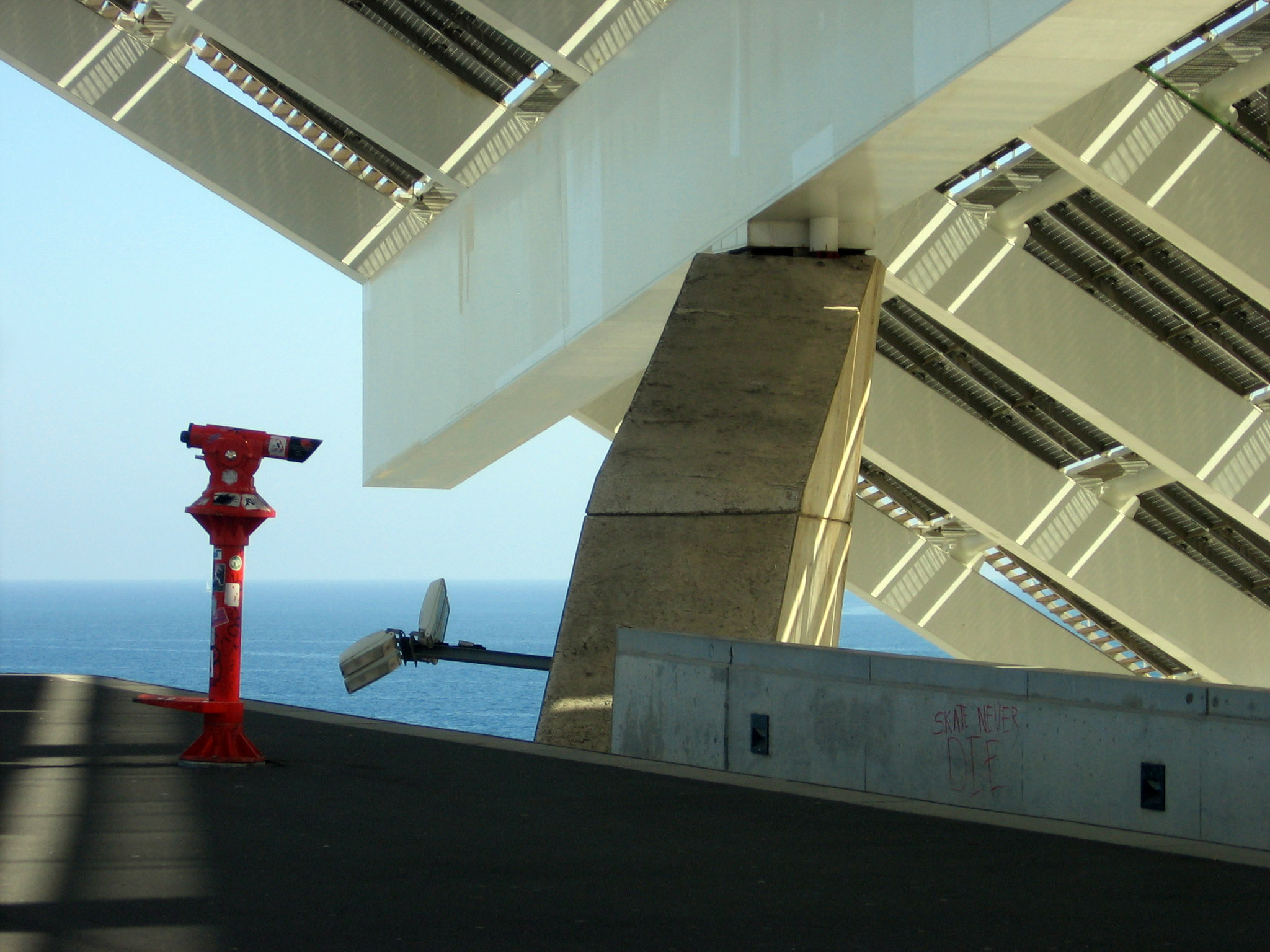
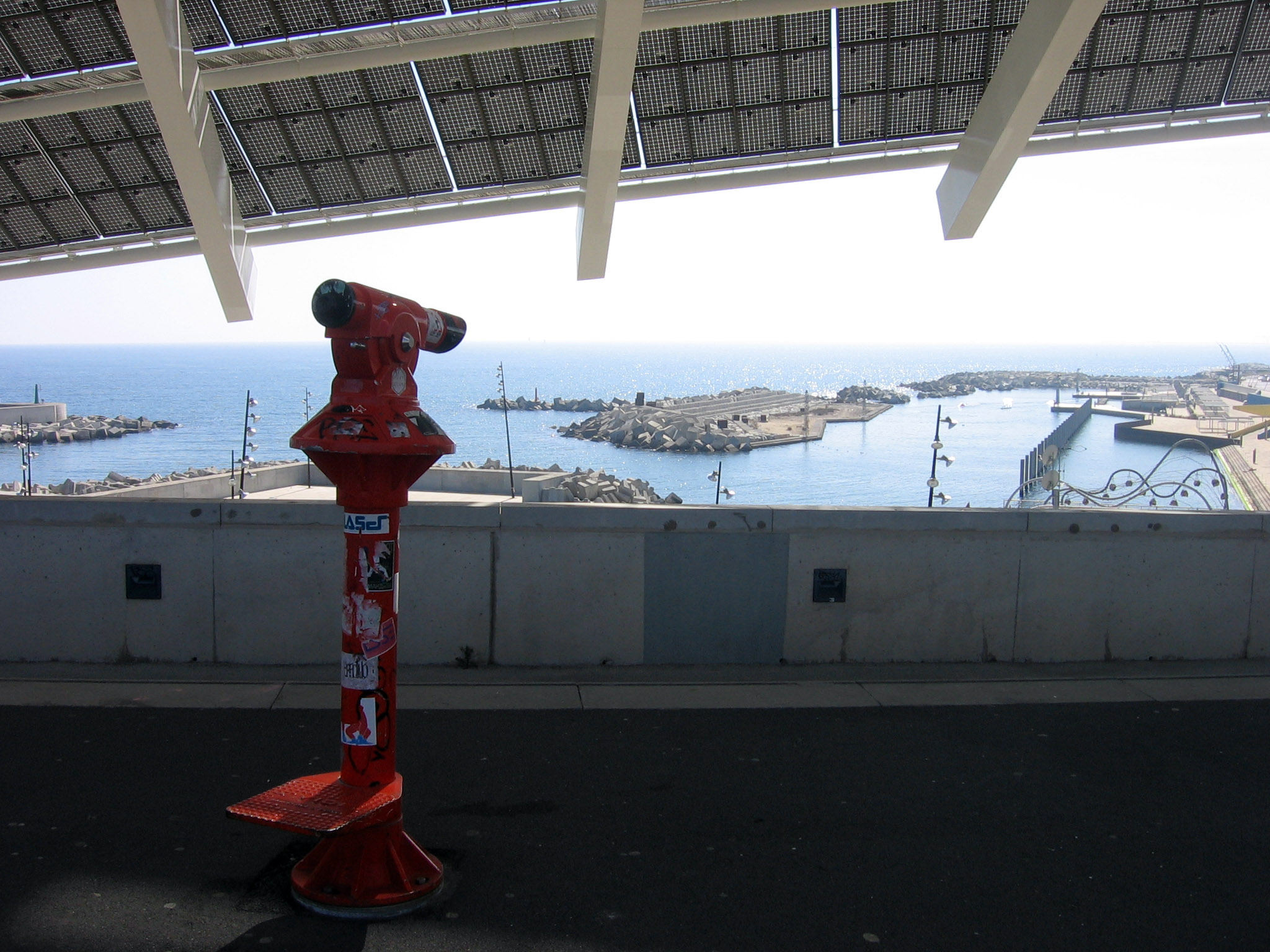